# (2126) Guerassimovitch
(2126) Guerassimovitch est un astéroïde de la ceinture principale.

## Description
(2126) Guerassimovitch est un astéroïde de la ceinture principale. Il fut découvert le 30 août 1970 à Naoutchnyï par Tamara Smirnova. Il présente une orbite caractérisée par un demi-grand axe de 2,39 UA, une excentricité de 0,12 et une inclinaison de 8,5° par rapport à l'écliptique.

## Nom
(2126) Guerassimovitch fut nommé en mémoire de Boris Guerassimovitch (1889-1937), astronome et astrophysicien soviétique. La citation de nommage lui rendant hommage, publiée le 1er juin 1980, mentionne : 

« Nommé en mémoire de Boris Petrovitch Guerassimovitch (1889-1937), professeur à l'université de Kharkov (1922-1931), alors chef du département d'astrophysique et à partir de 1933 directeur de l'observatoire de Poulkovo. Ses articles scientifiques couvrent un large éventail de problèmes astrophysiques et il a été membre de nombreuses sociétés scientifiques. »

— Minor Planet Circular 5359

## Compléments